# Otonska arhitektura
Otonska arhitektura je del slogovnega sklopa masivne arhitekture, oblikovane iz karolinških prototipov z novimi bizantinskimi vplivi. Gre za nekakšno prvo izrazito in simetrično severno romansko umetnost v nasprotju s prvo južno romansko umetnostjo . Morda se zdi, da je otonska arhitektura samo vzhodno krilo večjega ansambla, ki zajema severno Evropo in verjetno prednormansko Anglijo. Nedvomno je oblikovala drugo romansko umetnost (1050–1150) in prvo gotsko arhitekturo, rojeno v zahodnem delu.
Otonska arhitektura je del oživljanja in želje cesarjev nove Otonske rodbine, da obnovi Sveto rimsko cesarstvo. Razprostira se od Severnega morja in Baltika do alpskih regij in Saone onstran Labe do Magdeburga. V drugi polovici 10. stoletja so zgrajeni pomembni spomeniki. Meja med otonsko arhitekturo in primitivno romansko umetnostjo je natančna, med letoma 1020 in sredino 11. stoletja po mnenju avtorjev, 
Otonska arhitektura črpa svoj navdih iz karolinške in bizantinske arhitekture. Razen nekaterih primerov, na katere je vplivala osmerokotna Palatinska kapela v Aachnu, kot je Ottmarsheim (11. stoletje, Alzacija) in apsida opatije Svete Trojice v Essnu, se verska arhitektura razlikuje od centralnega tlorisa. Navdih, čeprav iz rimske bazilike, ostaja sočasen, otonska arhitektura ohranja karolinško dvojno zaključno značilnost z apsidami na obeh koncih cerkve.

## Zgodovinski okvir
Leta 843 je Verdunska pogodba razdelila karolinško cesarstvo na tri kraljestva, ki so jih vodili vnuki Karla Velikega. Ludvik Nemški je dobil vzhodni del, ki je ustreza ozemlju Germanije. Cesarski naslov izostane do leta 924. Oton I. Veliki, saški kralj od leta 936, je premagal Ogre in Slovane, dve od mnogih ljudstev, ki sta v drugi polovici 9. stoletja prišla na zahod.. Ponovno je prevzel Italijo in obnovil oblast, ki jo je Karel Veliki nekoč vzpostavil nad Rimom. Leta 962 je bil v Rimu okronan za cesarja in ustanovil Sveto rimsko cesarstvo, ki ga je postavil v dediščino Karla Velikega in se sam umestil na mesto izgubljenega rimskega cesarja. Oton I. tako oživi cesarstvo, ki ga je leta 973 podedoval sin Oton II. Poročil se je z grško princeso Teofano, da bi se povezal z vzhodnim cesarstvom. Njegov sin Oton III. ga ob njegovi smrti nasledi. Njegova mama je še vedno mladeniču zagotovila regentstvo in s tem ponovno potrdila bizantinski vpliv na otonsko umetnost. Kralj, na katerega je vplival Gerbert d'Aurillac, sanja o univerzalnem imperiju, katerega glavno mesto bi bil Rim.
Obenem ima Cerkev močno hierarhično organizacijo: reformistične ideje zaznamujejo episkopat in samostan, popolna širitev opatij pa je posledica. Cerkev ima visoko mesto v svetu knezov, materialna in duhovna vloga samostanov je nesporna. Arhitekturni podvigi so spomeniki umeščeni v dediščino karolinške rodbine, medtem ko jih prežemajo bizantinski vplivi. Samostanske delavnice postajajo izvor vse otonske umetnosti: kipi, slike, zlatarski predmeti, iluminacije. Kult relikvij se dvigne, kripte pa so postavljene na isti ravni z ladjo. Sestava zgradb je spremenjena, prav tako tudi razvoj bogoslužja. Organizirana so velika romanja.

## Skupne lastnosti
V 10. stoletju je bilo cesarstvo glavno umetniško središče na Zahodu. Cesar in velike cerkve dajejo odločilni zagon arhitekturi. Otonska arhitektura črpa svoj navdih tako iz karolinške arhitekture kot tudi bizantinske arhitekture. Če je bila žena Otona II. Teofana Skleraina, hči bizantinskega cesarja, je karolinška umetnost najbolj vplivala na otonsko arhitekturo.
Zdi se, da otonska cerkvena arhitektura kljub nekaterim primerom opušča centralni tloris: v Ottmarsheimu (11. stoletje, Alzacija) je ambulatorij osmerokoten kot v Palatinski kapeli v Aachnu. Odmev osrednjega osmerokotnika te pa najdemo v Essenski stolnici, v Nijmegnu (Nizozemska), odmev je jasnejši v kapeli svetega Nikolaja Valkhofa (okrog leta 1050).
Najpogostejši je bazilikalni tloris rimskega navdiha. Stolpi in zvoniki so nameščene zunaj stavb, da poudarjajo velikost in moč zgradbe. Tako ima tipična otonska stolnica bazilikalni tloris, zvonik obkrožen s stolpi, verando (element, ki je dolgo ohranjen v germanskih cerkvah) in včasih kapele, ki so postavljene v transept.
Otonska arhitektura pa v nekaterih primerih ohrani lik obeh karolinških simetričnih korov in jih celo precej razširi z pravilnostjo in novo simetrijo, kjer je pogosto prisotna tudi kvadratna apsida. Značilno rimsko-porenjski tloris ustreza sintezi otonskih in karolinških tlorisov, ki spremljajo rojstvo in razvoj romanske umetnosti. 

## Regionalne značilnosti

### Saška
V koru otonske arhitekture je saška šola najbolj skladna in verjetno opredeljena v 10. stoletju z Magdeburgom in Gernrodejem, ki ima okoli leta 960 značilne saške značilnosti. Na začetku 11. stoletja je tam Cerkev svetega Mihaela, Hildesheim in Merseburg, kjer se je dve stoletji reproducirala vrsta cerkve.
Za ta slog so značilni tloris bazilike s transeptom, podolgovat kor z orientiranimi apsidami, ladja s tremi oboki, izmenično nosilni stebri in masivni slopi. Proporci so masivni, kvadratni, vrsto fasade pa najdemo le na Saškem. Stolnica v Paderbornu izstopa po izvirnosti, ki je povezana z voljo škofa Meinwerka

### Mozela
Mozanska šola, ki jo nekateri liki združujejo z regijo Kölna, se uveljavlja v prvi četrtini 11. stoletja na severu Francije in od reke Meuse včasih vse do Lorene. Primeri blizu leta 1000, skoraj dokončno, so vzeti ponovno v obdobju romanike.
Zanjo so značilne nizke zgradbe s trojnimi kori, apside, ki mejijo na glavno apsido, ladja je masivna, s pravokotnimi stebri. Zahodno pročelje je poudarjeno z edinstvenim zvonikom in stenskim dekorjem velikih slepih arkad. Kolegijska  cerkev sv. Gertrude v Nivellesu v Belgiji je najlepši primer.

### Lorena in Srednji Ren
Ta šola, h kateri se lahko pridruži dolina Zgornjega Rena med Balejem in Bodenskim jezerom ter Spodnja dolina Majne, je najbolj aktivna in morda najpomembnejša v Trierju, Metzu in Mainzu v 10. stoletju. Pred letom 1000 je Reicheneau s cesarskim skriptorijem že najpomembnejše središče cesarstva. Proti letu 1015 se dvigajo velike konstrukcije, kot so Strasbourg, Limbourg in Spire, kjer so najbolj prepoznani liki otonske arhitekture, ki oblikujejo pročelje in harmonični kor.

### Spodnji Ren
Kasneje, ker je konzervativna, je šola Spodnji Ren ena najbolj dejavnih in iznajdljivih v drugi četrtini 11. stoletja. Köln, ki doseže svoj vrhunec sredi 11. stoletja, bo ohranil otonske oblike za dve stoletji grandiozne in konstruktivne aktivnosti.
To geografsko območje s Kölnom, Aachnom, Essensko opatijo in škofijo Utrecht, ki je bila poznejša pred letom 1000, postane najbolj krepko pri prilagajanju karolinških tipov. V Essnu obstaja zahodni kor z ladjo v nišah, ki skrbi za to, da vse vire nove arhitekture postavijo v službo izpopolnjenega formalnega izraza v cerkvi sv. Luciusa v Werdenu (Essen).

## Razmerje do romanske arhitekture
Otonska arhitektura se je oblikovala sama, skoraj v praznini s spreminjanjem karolinških modelov in se uprla prispevkom prve romanske mediteranske umetnosti. Območja stika v burgundske Jure in Alp kažejo, da je zlitje oblik teh dveh svetov težko. Napredovanje arhitekture juga je ustavilo območje otonskega vpliva, ki si je sposodil le elemente scenografije, da bi jih preoblikoval in šele po letu 1050, v propadajočem cesarstvu, so elementi okraskov in južne skulpture prodrle v nemške zgradbe.
Prva sredozemska romanska umetnost ni presegla Centralnega masiva in nima nobene vloge v arhitekturi severno od Loare in oceanskem zahodu Francije. Vpliv otonske arhitekture na severno Evropo je mogoče čutiti v spomenikih na območjih severozahoda in zahoda Francije in vprašljivo je ali je mogoče različne regionalne tipe združiti v en formalni sklop od oceana do reke Labe in od Severnega morja do Loare.
Nizki transepti Morienvala in cerkve v Aisne verjetno izvirajo iz Meuse, harmonične kore samostanskih cerkva v Saint-Germain-des-Prés, Melunu in Morienvalu nedvomno izvirajo iz Lorene. V Normandiji pročelje cerkve sv. Petra v Jumiègesu z zahodno fasado, izginulo pročelje opatije Fécamp kažejo sestavo, podobno karolinškim in otonskim westwerkom, veranda cerkve sv. Nikolaja v Caenu je renski tip, vendar pa so  Bernay, Jumièges in Mont-Saint-Michel načelo izmenjave stebrov v ladji, debela stena s prehodom, transept s ploščadjo in stolp na pravilnem križišču veliko bolj revolucionarni, moderni in romanski kot v otonski arhitekturi.
V Šampanji, med kraljevo Francijo in cesarstvom, se je leta 1000 razvila arhitektura, nič manj veličastna kot otonska, drugačna po nekaterih tipično francoskih likih, a podobna po svoji zgradbi in svojem karolinškem izvoru.

## Primeri
- Cerkev sv. Bartolomeja, Liège, Belgija.
- Cerkev sv. Gertrude, Nivelles, Belgija (1046)
- Cerkev sv. Mihaela, Hildesheim, Nemčija (1010–33)
- Opatijska cerkev v Gernrode (960-965, očitno prva v Evropi, ki ima galerijo.